# The Gods We Can Touch
The Gods We Can Touch is het derde studioalbum van de Noorse singer-songwriter en producer AURORA. Het album kwam uit op 21 januari 2022. Bij het schrijven van het album liet AURORA zich inspireren door god(inn)en en figuren uit de Griekse mythologie.

## Nummers

### Cd-versie
1. "The Forbidden Fruits of Eden" - 0:40
2. "Everything Matters" (met Pomme) - 3:33
3. "Giving In to the Love" - 3:01
4. "Cure for Me" - 3:18
5. "You Keep Me Crawling" - 2:59
6. "Exist for Love" - 4:10
7. "Heathens" - 3:45
8. "The Innocent" - 3:27
9. "Exhale, Inhale" - 3:32
10. "A Temporary High" - 3:23
11. "A Dangerous Thing" - 3:35
12. "Artemis" - 2:38
13. "Blood in the Wine" - 3:29
14. "This Could Be a Dream" - 4:08
15. "A Little Place Called the Moon" - 4:10

### Vinylversie
1. "The Forbidden Fruits of Eden" - 0:40
2. "Cure for Me" - 3:18
3. "The Innocent" - 3:27
4. "A Dangerous Thing" - 3:35
5. "Exist for Love" - 4:10
6. "Heathens" - 3:45
7. "Blood in the Wine" - 3:29
8. "Exhale, Inhale" - 3:32
9. "A Temporary High" - 3:23
10. "The Woman I Am" - 3:06
11. "This Could Be a Dream" - 4:08
12. "Artemis" - 2:38
13. "The Devil Is Human" - 2:55
14. "Everything Matters" (featuring Pomme) - 3:33
15. "A Little Place Called the Moon" - 4:10